# Città vuota (It's a Lonely Town)/Ancora ancora ancora
Città vuota/Ancora ancora ancora è il 120° singolo di Mina, pubblicato a maggio del 1978 dall'etichetta privata dell'artista PDU e distribuito dalla EMI Italiana.

## Descrizione

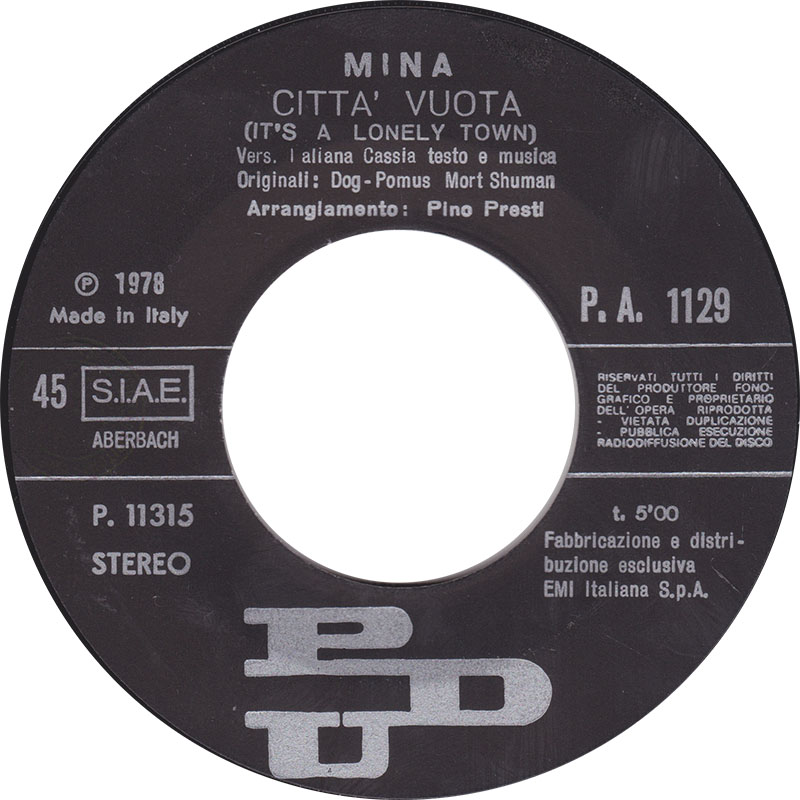
Etichetta di Città vuota

Non sfugge a Mina l'occasione di cimentarsi con il nuovo genere dance in voga al momento, pubblica infatti questo singolo che diventa uno dei più noti successi del 1978 e della sua carriera.
Infatti per due mesi, da metà agosto a metà settembre, il singolo sarà sempre in quarta/quinta posizione nella classifica settimanale e a fine anno risulterà il 41° più venduto.
Del disco esiste una ristampa a lati invertiti e con copertina differente, destinata al mercato francese (1978, PDU C008-61781).

## Città vuota
Pino Presti confeziona un remake in stile Disco music di un vecchio successo di Mina degli anni '60: Città vuota. A sua volta cover di It's a Lonely Town successo internazionale di Gene McDaniels, aggiungendo all'arrangiamento diversi virtuosismi jazzistici.
Mina la eseguì dal vivo durante il suo ultimo concerto del 23 agosto 1978 al teatro tenda "Bussoladomani"; l'esibizione è contenuta nell'album Mina Live '78. Questa edizione è presente nella raccolta su CD Mina Studio Collection (1998).

## Ancora, ancora, ancora
Mina sceglie all'ultimo momento questo nuovo brano con testo provocatorio di Cristiano Malgioglio, musica di Gianpietro Felisatti e arrangiamento di Alberto Nicorelli come sigla finale del programma televisivo Mille e una luce, al posto della richiestissima nuova versione di Città vuota. Gira anche appositamente un video, perché si tratta della sua unica apparizione nello spettacolo.
Come già accaduto per L'importante è finire, però, il brano finisce nel mirino della censura, questa volta non tanto per il testo di Malgioglio, ma per l'interpretazione giudicata eccessivamente sensuale e per le seducenti inquadrature ravvicinate della sua bocca. Dopo la messa in onda della prima puntata dello spettacolo, il video originale sarà manipolato nelle successive restringendo l'inquadratura e duplicandola in tanti piccoli mini-schermi per evitare di far risaltare conturbanti particolari.
Curiosamente questo filmato, girato alla "Bussoladomani" di Marina di Pietrasanta pochi giorni prima di tenervi l'ultimo concerto, rimarrà per 23 anni l'ultima apparizione televisiva della cantante. Il video, nella versione integrale originale in bianco e nero, è inserito nel DVD Gli Anni Rai 1972-1978, il primo di un cofanetto monografico di 10 volumi pubblicato da Rai Trade e GSU nel 2008. È stato trasmesso nella trasmissione Minissima 2010 in occasione del settantesimo compleanno della cantante.
Anche questa canzone è tra quelle eseguite dal vivo nel famoso ultimo concerto e si trova nell'album documento Mina Live '78. La corrispondente versione studio non fa parte di album ufficiali, ma è reperibile nella raccolta Del mio meglio n. 7 (1983).
La canzone è stata oggetto di varie cover, fra cui quella del 2000 di Mónica Naranjo in lingua spagnola dal titolo Ahora, ahora su testo di José Manuel Navarro (pubblicata da Epic Records prima come singolo e poi nell'album Minage in Italia, Spagna e Stati Uniti d'America), e quella di Róisín Murphy nell'EP Mi senti del 2014.
Nel settembre 2023, in occasione della prima sfilata curata dal nuovo direttore creativo di Gucci, Sabato De Sarno, è stato prodotto da Mark Ronson il remix di Ancora ancora ancora. Il singolo è stato poi rilasciato in radio e nelle piattaforme streaming nell'ottobre dello stesso anno.
Tecnico del suono Nuccio Rinaldis in entrambi i brani.

## Tracce
Lato A
1. Città vuota (It's a Lonely Town) – 5:00 (testo: Giuseppe Cassia – musica: Doc Pomus, Mort Shuman; edizioni musicali PDU/Aberbach)

Lato B
1. Ancora, ancora, ancora – 4:19 (testo: Cristiano Malgioglio – musica: Gian Pietro Felisatti; edizioni musicali PDU/Insieme)